# Озерецкое (Дмитровский городской округ)
Озерецкое — село в Габовском сельском поселении Дмитровского района Московской области России. До 1917 года являлось центром Озерецкой волости Московского уезда. Затем — центром Озерецкого сельсовета.
Население — 3067 человека (2021).

## Расположение

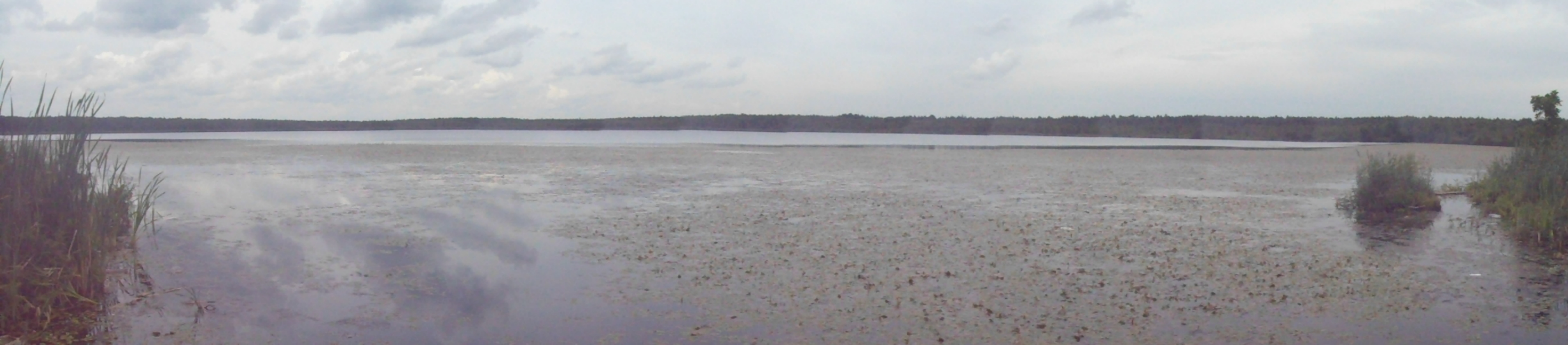
Панорама озера Нерское

Село находится в окружении трёх крупных озёр: Нерское, Круглое, Долгое. Из-за чего, видимо, получило своё название.
Через Озерецкое проходит Рогачёвское шоссе. В 2 км на север располагается платформа 120 км участка Икша—Поварово Большого кольца Московской железной дороги.

## История
До 1654 года, когда село было пожаловано царём Алексеем Михайловичем патриарху Никону, оно относилось к дворцовому ведомству.
Село неоднократно посещали высшие иерархи Русской православной церкви. Так, например, согласно Патриаршей Приказной книге:

8 ноября 1686 года патриарх Иоаким ходил в село Озерецкое, слушал Божественную Литургию в церкви Николая Чудотворца и пожаловал попу Никите с причетниками на молебен полтину, а июля 28 дня 1694 года патриарх Адриан слушал Божественную Литургию и после Литургии пожаловал попу полтину, дьякону 10 алтын, дьячку 5 алтын, пономарю и просвирне по гривне.

В 1703—08 годах по указу Петра I на месте деревянной церкви в селе был построен каменный Свято-Никольский храм. В 1722 году село с деревнями было отдано преосвященному Феофану Прокоповичу, архиепископу Псковскому и Нарвскому.
В середине XVIII века Озерецкое принадлежало Коллегии экономии. В 1766 году в селе проживало 296 человек.
Село являлось центром Озерецкой волости Московского уезда Московской губернии.
В середине XIX века Озерецкое перешло в государственную собственность, в начале XX века в нём проживало чуть более 1000 человек, здесь имелись волостное правление, земское училище и квартира урядника.
В 1917 году Озерецкая волость была преобразована в Лобненскую.
До 1954 года — центр Озерецкого сельсовета.

## Население
| 2002 | 2006 | 2010 | 2021  |
| ---- | ---- | ---- | ----- |
| 159  | ↘143 | ↗243 | ↗3067 |

## Уроженцы
- Корочкин, Владимир Фёдорович (1927—2003) — советский военачальник.